# گارفیلد (پیتسبرگ)
گارفیلد (به انگلیسی: Garfield) یک منطقهٔ مسکونی در ایالات متحده آمریکا است که در پیتسبرگ واقع شده‌است. گارفیلد از جنوب هم‌مرز است با بلومفیلد و فرندشیپ (در خیابان پن)، از غرب با قبرستان آلگنی (در خیابان ماتیلدا)، از شمال با استانتون هایتس (در خیابان ماسفیلد)، و از شرق با لیبرتی شرقی (در خیابان ماتیلدا). خیابان نگلی مانند بسیاری از بخش‌های پیتسبرگ، گارفیلد محله‌ای نسبتاً شیب‌دار است که در آن خیابان‌های مسکونی شمالی-جنوبی با شیب ۲۰ درصدی قرار دارند. از طرف دیگر خیابان پن در پایین تا خیابان ماسفیلد در بالا امتداد یافته. گارفیلد به «دره» و «بالای تپه» تقسیم می‌شود.
گارفیلد بخشی از ناحیه ۹ در شورای شهر پیتسبرگ است و در حال حاضر توسط کشیش ریکی برگس نمایندگی می‌شود. گارفیلد ۳٬۶۷۵ نفر جمعیت دارد.